# Església de Santa Maria dos Olivais

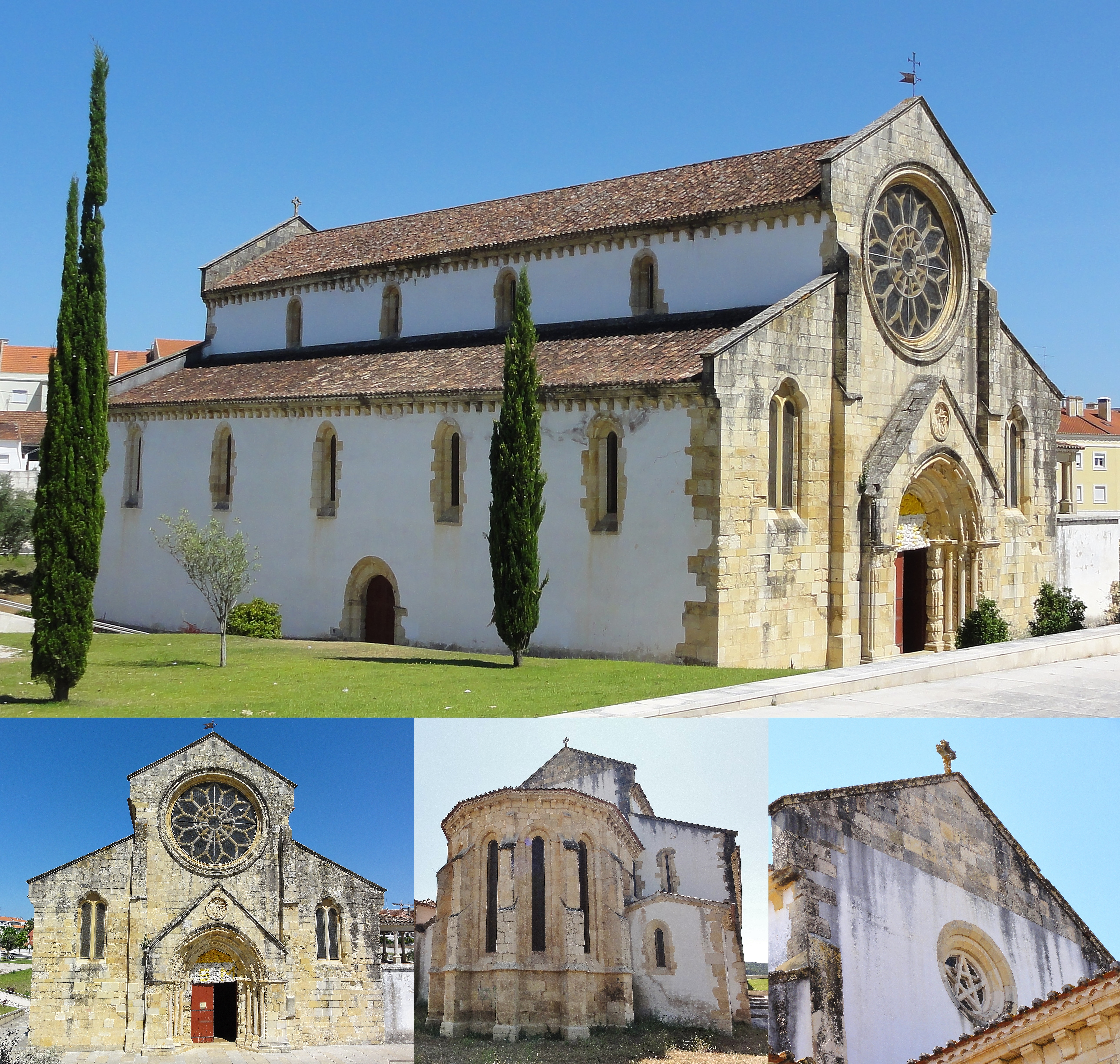
Església de Santa Maria dos Olivais

L'Església de Santa Maria dos Olivais, també Església de Santa Maria do Olival, és al marge esquerre del riu Nabão, a l'antiga freguesia de Santa Maria dos Olivais, a la ciutat de Tomar, a Portugal.
Alçada al segle XII, fou seu de l'Orde del Temple al país, i feu de panteó dels mestres de l'orde. Classificada com a Monument Nacional des del 1910, és un dels exemplars més emblemàtics de l'art gòtic a Portugal.
Per butla del papa Calixt III, del 1455, fou matricial de totes les esglésies dels territoris envaïts (Àsia, Àfrica i Amèrica).(1)

## Història
El primitiu temple el fundà al voltant de 1160 Gualdim Pais, mestre de l'orde, al lloc on abans hi havia un monestir de l'Orde benedictí, edificat al segle VII per Fructuós de Braga, arquebisbe de Braga. Aquesta zona integrava l'antiga ciutat romana de Sélio, fet confirmat per excavacions dutes a terme al voltant d'aquesta església. No gaire lluny, es trobà l'antic fòrum de la ciutat. L'església i el seu rogle serviren de necròpoli dels frares de l'orde, i Gualdim Pais està sepultat a l'interior del temple, en un túmul datat de 1195, del qual només resta la inscripció funerària.
Al segle xiii, durant el regnat d'Alfons III, la primitiva església patí una gran reforma, i en restà l'edifici gòtic actual. De romànic, hi ha la porta d'arc de mig punt de la façana nord. El nou temple fou un referent de l'arquitectura gòtica mendicant portuguesa. Quan se n'extingí l'orde (1314), l'església fou seu de l'Orde de Crist, amb funció funerària.
Mitjançant dues butles, una del papa Nicolau V (1454) i altra de Calixt III (13 de març de 1455), l'Orde de Crist establia el dret espiritual sobre totes les terres envaïdes pel Regne de Portugal, com territoris "nullius diocesis", i feia aquesta seu matricial de totes les esglésies dels territoris colonitzats a Àsia, Àfrica i a Amèrica.
Al segle xvi, durant els regnats de Manuel I i Joan III, se'n feren obres de reparació i d'alteració, que van resultar en la construcció de la volta i de la finestra de la sagristia, de la galeria de la façana sud, del púlpit, de les capelles manieristes del sud i, del túmul renaixentista de Diogo Pinheiro, primer bisbe de Funchal —executat el 1528 i atribuït a Joâo de Ruão. Durant aquestes obres, dirigides per fra António de Moniz e Silva, es destruïren els túmuls i epigrafies dels mestres templers i de l'Orde de Crist, i només en resten quatre.
Al segle xvii, va ser col·locat el revestiment de rajoles de les capelles del costat sud, que serien destruïdes el segle xix, durant la realització d'obres de restauració. Les obres de la primera meitat del segle xx van pretendre recuperar l'aparença gòtica de l'església, i es referen l'altar principal i la gran rosassa de la façana principal. La finestra moderna que existia sobre l'arc del creuer fou substituïda per una rosassa.(1)

## Característiques
L'església, dedicada a Nossa Senhora da Assunção, és una obra important de l'arquitectura gòtica mendicant, i presenta també alguns elements característics del Renaixement i del manierisme.(2)
La façana principal presenta tres cossos, que defineixen les naus. El cos central inclou el pòrtic, de quatre arquivoltes ogivals sobre columnes amb capitells, amb una magnífica rosassa de dotze fulles trilobulades. L'absis és esquinçada per altes fenedures d'ogiva poc apuntada, que il·luminen àmpliament la capella principal. La façana sud presenta una galeria correguda, al nivell de les naus, enquadrada per columnes toscanes. A l'atri, s'alça una torre de fundació medieval que serveix de campanar, i està separada de l'església. Aquesta torre tenia inicialment la funció de talaia, i s'adaptà a campanar en l'època de Manuel I.(2)
L'interior consta de tres naus, de cinc trams, de diferents altures. La cobertura de les tres naus és de fusta, amb les arcades trencades suportades per pilars cruciformes sense capitell. Del costat de l'evangeli, hi ha el púlpito de balustres, adossat a l'últim pilar i constituït per un feix de columnes, que recolza en una columna coríntia estriada. La inexistència de transsepte fa que la capella principal s'obri immediatament a les naus, per un arc triomfal gòtic. La capçalera es compon de capella principal de dos trams, flanquejada per dues absidioles rectangulars. La sagristia s'obri amb una porta renaixentista, il·luminada per una finestra manuelina.(2)
Del costat de l'epístola, s'obren cinc capelles, amb arcs cinccentistes, de volta perfecta, sobre pilastres amb capitells jònics. Les capelles s'intercomuniquen. Els altars són revestits de rajoles policromes siscentistes, amb excepció del de la tercera capella, que és en talla daurada.(2)
Algunes de les làpides parietals, que es troben repartides una mica per tota l'església, són dignes d'esment, en concret la de Gualdim Pais i la del mestre Lourenço Martins, ambdues dins el parament de la segona capella del costat de l'epístola, i la del mestre Gil Martins, a la capella principal, totes tres amb inscripcions gòtiques.(2)